# Alex Billeter
Alex Billeter, né le 29 avril 1914 et décédé le 13 février 1983 à Neuchâtel est un graphiste, illustrateur, affichiste et peintre suisse. 

## Biographie
Après son baccalauréat obtenu en 1932, il fréquente durant cinq ans la Kunstgewerbeschule de Zurich. Entre 1938 et 1939, il poursuit sa formation à Paris dans l'école dirigée par Paul Colin. Il y fréquente également l'atelier de dessin de mode Bazot ainsi que des cours de cinéma d'animation. De retour dans sa ville natale, Billeter inaugure son atelier de graphiste et dessinateur indépendant en 1939. Il produit alors des calendriers, des prospectus ainsi que des affiches. Il participe notamment à l'aménagement du Pavillon Suisse pour la foire de Leipzig en 1941 et expose au Comptoir de Neuchâtel de 1941 et 1942. À partir de 1942, il produit régulièrement des illustrations pour l'hebdomadaire Le Curieux et contribue de temps en temps à L'Illustré. Il devient également professeur à l'Académie Maximilien de Meuron et à l'Ecole supérieure des jeunes filles. Créateur de décors et de costumes de théâtre, animateur d'une dizaine de promenades-spectacles dans les rues de sa ville, il est le père du Printemps musical, des Journées sur le lac et des Soirées d'été et crée également des chars pour la Fête des Vendanges. En 1962, il est nommé directeur de l'Office du tourisme de Neuchâtel, un poste qu'il occupera durant près de deux décennies et pour lequel il a pu représenter les intérêts de Neuchâtel en tant que publicitaire. Homme de plume, Billeter a également publié de nombreux articles et plaquettes. 

## Publications
- Avec Anny Nussbaum, La fête des poupées: un conte pour les petits filles, Neuchâtel: Delachaux & Niestlé, 1945.
- Avec Alfred Chapuis, Les automates dans les œuvres d'imagination, Neuchâtel: éditions du Griffon, 1947.
- Avec Jean-Jacques Luder, Dix variations neuchâteloises, Neuchâtel: H. Messeiller, 1967.
- J'ai voulu écrire un roman et voilà ce que cela a donné, Neuchâtel: chez l'auteur, 1968.
- Quelques contes qui se voudraient philosophiques, Neuchâtel: H. Messeiller, 1969.
- Neuchâtel de A à Z, Neuchâtel: ADEN, 1974.
- Avec Georges Méautis, Contes neuchâtelois, Neuchâtel: H. Messeiller, 1991.

## Affiches
- Skieurs, le Jura vous offre tous les sports d'hivers, les écoles suisse de ski de Neuchâtel, de La Chaux-de-Fonds et du Locle, 1935.
- Fêtes des Vendanges Neuchâtel, 1935; 1957; 1962
- Neuchâtel. La perle du Jura, vers 1960
- Neuchâtelois, sauvez les sites naturels de votre canton, votez oui les 19-20 mars, 1966.